# Гоупвелл (Нью-Джерсі)
Гоупвелл (англ. Hopewell) — місто (англ. borough) в США, в окрузі Мерсер штату Нью-Джерсі. Населення — 1918 осіб (2020).

## Географія
Гоупвелл розташований за координатами 40°23′20″ пн. ш. 74°45′50″ зх. д. / 40.38889° пн. ш. 74.76389° зх. д. (40.389009, -74.763861).  За даними Бюро перепису населення США в 2010 році місто мало площу 1,82 км², уся площа — суходіл.

### Клімат
| Клімат : Гоупвелл            | Клімат : Гоупвелл | Клімат : Гоупвелл | Клімат : Гоупвелл | Клімат : Гоупвелл | Клімат : Гоупвелл | Клімат : Гоупвелл | Клімат : Гоупвелл | Клімат : Гоупвелл | Клімат : Гоупвелл | Клімат : Гоупвелл | Клімат : Гоупвелл | Клімат : Гоупвелл | Клімат : Гоупвелл |
| Показник                     | Січ.              | Лют.              | Бер.              | Квіт.             | Трав.             | Черв.             | Лип.              | Серп.             | Вер.              | Жовт.             | Лист.             | Груд.             | Рік               |
| Середній максимум, °C        | 3,8               | 5,8               | 10,4              | 17,1              | 22,4              | 27,5              | 29,9              | 28,9              | 25,1              | 18,7              | 12,7              | 6,4               | 17,4              |
| Середня температура, °C      | −0,9              | 0,7               | 4,8               | 10,7              | 16,1              | 21,3              | 23,9              | 22,9              | 18,9              | 12,5              | 7,3               | 1,8               | 11,7              |
| Середній мінімум, °C         | −5,6              | −4,5              | −0,8              | 4,4               | 9,7               | 15,1              | 17,9              | 17,1              | 12,8              | 6,3               | 1,8               | −2,8              | 6,0               |
| Норма опадів, мм             | 88                | 68                | 102               | 107               | 110               | 111               | 136               | 103               | 112               | 103               | 95                | 102               | 1237              |
| Вологість повітря, %         | 66.3              | 62.6              | 58.6              | 58.4              | 63.2              | 67.7              | 67.2              | 70.4              | 70.9              | 70.2              | 68.4              | 68.0              | 66.0              |
| ---------------------------- | ----------------- | ----------------- | ----------------- | ----------------- | ----------------- | ----------------- | ----------------- | ----------------- | ----------------- | ----------------- | ----------------- | ----------------- | ----------------- |
| Джерело: PRISM Climate Group |                   |                   |                   |                   |                   |                   |                   |                   |                   |                   |                   |                   |                   |

## Демографія
Згідно з переписом 2010 року, у селищі мешкали 1922 особи в 778 домогосподарствах у складі 532 родин. Було 817 помешкань
Расовий склад населення:
| - 95,1 % — білих - 1,5 % — чорних або афроамериканців - 0,7 % — азіатів - 0,1 % — вихідців з тихоокеанських островів - 0,1 % — корінних американців - 1,5 % — осіб інших рас |

До двох чи більше рас належало 1,1 %. Частка іспаномовних становила 3,7 % від усіх жителів.
За віковим діапазоном населення розподілялося таким чином: 24,0 % — особи молодші 18 років, 64,9 % — особи у віці 18—64 років, 11,1 % — особи у віці 65 років та старші. Медіана віку мешканця становила 42,8 року. На 100 осіб жіночої статі у селищі припадало 91,8 чоловіків;  на 100 жінок у віці від 18 років та старших — 87,7 чоловіків також старших 18 років.
Середній дохід на одне домашнє господарство  становив 127 615 доларів США (медіана — 101 316), а середній дохід на одну сім'ю — 150 997 доларів (медіана — 124 464). Медіана доходів становила 88 125 доларів для чоловіків та 61 538 доларів для жінок. За межею бідності перебувало 1,7 % осіб, у тому числі 0,0 % дітей у віці до 18 років та 0,0 % осіб у віці 65 років та старших.
Цивільне працевлаштоване населення становило 1035 осіб. Основні галузі зайнятості: освіта, охорона здоров'я та соціальна допомога — 34,7 %, науковці, спеціалісти, менеджери — 12,3 %, виробництво — 9,3 %, мистецтво, розваги та відпочинок — 8,6 %.